# Hyalurga caralis
Hyalurga caralis là một loài bướm đêm thuộc phân họ Arctiinae, họ Erebidae.